# クロエ
クロエ (Chloe, Chloë, Chlöe, Chloé フランス語発音: [klɔe] 英語発音: [ˈkloui], ギリシア語: Χλόη) は、ヨーロッパ系の女性名。

## 概要
ギリシア語で「緑の若い穂」「新緑」「新芽」「若草」「若枝」など、若い植物に関連する意味を持つ女性の名前である。ギリシア神話の豊穣の女神であるデメテルの持つ多くの別称の1つでもある。デメテルの叙事詩に関連し、「開花」「野原の緑の守護者」「豊穣」などの意味も持つ。また、古代ギリシアの恋愛物語『ダフニスとクロエ』に登場することで知られる。そして、新約聖書のコリントの信徒への手紙一1章11節にも「クロエの家」という表現で登場する。
クロエはもともとは「輝く」「黄金」「黄色」「緑色」などを表すインド・ヨーロッパ祖語の語根「*ǵʰelh₂-」に由来すると考えられる。なお、葉緑素「クロロフィル (Chlorophyll)」などに付く英語の科学的接頭辞「クロロ-（Chloro-）」も、同じ語根の「*ǵʰelh₂-」から派生したとされるギリシア語の「クロロス（Χλωρός, Khloros）」から由来する。クロロスは春の植物に関連し、「薄緑色の」「黄緑色の」「新鮮な」「みずみずしい」などを意味する。
クロエは人気のある古代ギリシア語の女性の名前であり、地域によっては今も人気が高い。1990年代初頭からイギリスで非常に人気があった。北アイルランドでは、1997年から2002年までの新生児の名前で最も人気があった。アメリカでは女児の名前ランキングで2002年にトップで2010年には10位以内だったが、2016年までの間に20位となる。
フランスでは2022年に女児名前ランキングが8位だった。オーストラリアのニューサウスウェールズ州では2021年に8位であった。

## 実在の人物
- クロエ・アーサー（英語版） - スコットランドのサッカー選手（MF）、同国代表。
- クロエ・アグニュー - アイルランドの歌手。ケルティック・ウーマンのメンバー。
- クロエ・イング - シンガポールのフィギュアスケート選手。
- クロエ・ウェッブ - アメリカ合衆国出身の女優。
- クロエ・カーダシアン - アメリカ合衆国の女性ソーシャライト、タレント。
- クロエ・キム - アメリカ合衆国のスノーボーダー
- クロエ・グレース・モレッツ - アメリカ合衆国の女優、モデル。
- クロエ・ケリー - イングランドのサッカー選手（FW）、同国代表。
- クロエ・サットン（英語版） - アメリカ合衆国の競泳選手（自由形）。
- クロエ・ジャクソン（英語版） - アメリカ合衆国のWNBAのバスケットボール選手（PG）。
- クロエ・スウォーブリック（英語版） - ニュージーランドの政治家、インターネット・ミーム『OK ブーマー（英語版）』の発信者。
- クロエ・セヴィニー - アメリカ合衆国の女優。
- クロエ・チェンゲリ - アメリカ合衆国の女優。
- クロエ・デュプイー - フランス出身の女子フィギュアスケート選手。
- クロエ・パケ（英語版） - フランスのテニス選手。
- クロエ・ハンスリップ - イギリスのヴァイオリニスト。
- クロエ・ピエール（フランス語版） - フランスのサッカー選手（FW）。
- クロエ・フィリップ（フランス語版） - フランスのサッカー選手（MF）。
- クロエ・ブリッジス - アメリカ合衆国の女優、声優。
- クロエ・ベネット - アメリカ合衆国の女優。
- クロエ・ペプロー（英語版） - イングランドのサッカー選手（MF）。
- クロエ・マーシャル - イギリスのモデル。
- クロエ・マカーデル（英語版） - オーストラリアのオープンウォータースイミング選手。
- クロエ・ラム - 香港の女優。
- クロエ・ルイス - アメリカ合衆国出身の女性フィギュアスケート選手。
- クロエ・ロガーゾ（英語版） - オーストラリアのサッカー選手（MF）、同国代表。
- 優希クロエ - アイドルグループ「純情のアフィリア」のメンバー。

## 架空のキャラクター
- 古代ギリシアの恋愛物語『ダフニスとクロエ』のヒロイン。
- 小説『日々の泡』のヒロイン。
- 漫画『キン肉マンII世』の登場人物。ウォーズマン#クロエを参照。
- ゲーム『クロエのレクイエム』の登場人物。作品の略称としても用いられる。
- ゲーム『ラストピリオド -終わりなき螺旋の物語-』の登場人物。
- テレビアニメ『ノワール』の登場人物。
- テレビアニメ『狼と香辛料』の登場人物。
- テレビアニメ『電脳コイル』に登場する犬。
- 嘉神川クロエ - ゲーム『メモリーズオフ6 〜T-wave〜』のヒロインの1人。Memories Offシリーズの登場人物#メモリーズオフ6 〜T-wave〜初出を参照。
- クロエ・ヴァレンス - ゲーム『テイルズ オブ レジェンディア』の登場人物。
- クロエ・オブライエン - テレビドラマ『24 -TWENTY FOUR-』の登場人物。
- クロエ・オベール - ライトノベル『転生したらスライムだった件』の登場人物。
- クロエ・クーリック - アニメ『創聖のアクエリオン』シリーズの登場人物。
- クロエ・バーデンベルク -『公爵夫人の50のお茶レシピ』の主人公・ヒロイン。
- クロエ・フォークロード - ライトノベル『ティアムーン帝国物語〜断頭台から始まる、姫の転生逆転ストーリー〜』の登場人物。
- クロエ・マンスフィールド - 漫画『終末のハーレム』の登場人物。終末のハーレムの登場人物#クロエ・マンスフィールドを参照。
- クロエ・ルメール - ゲーム『ガールフレンド（仮）』のヒロイン。
- 黒瀬クロエ - 漫画『BLOOD ALONE』の主人公。

## その他
- クロエ (ブランド) - フランスの女性高級ブランドメーカー。
- クロエ (ルフェーブルの絵画) - ジュール・ジョゼフ・ルフェーブルによる1875年の絵画。
- クロエ (映画) - 2001年公開の日本映画。
- クロエ (小惑星) - 小惑星帯に位置するK型小惑星。
- CHLOE/クロエ - 2009年制作の、アトム・エゴヤン監督による映画。
- Chloe - デューク・エリントン作曲の楽曲。
- クロエ出版 - 日本の出版社。
- クロエ（Where are you now）- 佐野元春の楽曲。
- Cloe（クロエ） - アニメ「地球少女アルジュナ」の挿入歌。歌:山本千夏 / 作曲:菅野よう子 / 作詞:Gabriela Robin